# Montù Beccaria
Montù Beccaria (Muntü in dialetto oltrepadano) è un comune italiano di 1 626 abitanti della provincia di Pavia in Lombardia. Si trova nelle colline dell'Oltrepò Pavese, in valle Versa.

## Storia
Montù Beccaria appare ancora, come Monte Acuto, nel diploma del 1164 con cui l'imperatore Federico Barbarossa concesse la maggior parte dell'Oltrepò alla città di Pavia. Lo stesso documento nomina anche Figaria, probabilmente l'attuale frazione Figale.
Montù era dotato di un castello, che fu distrutto nel 1216 dai Piacentini in lotta con i Pavesi, ma fu poi ricostruito. Verso la fine dello stesso secolo divenne dominio dei Beccaria, anzi una delle loro principali piazze strategiche. Nel 1412 il ramo di Pieve del Cairo dei Beccaria ne ricevette regolare infeudazione.
Nel 1591 questo ramo della casata si estinse con il conte Aureliano; egli lasciò in eredità il castello ai padri Barnabiti, che per lungo tempo furono i maggiori proprietari terrieri del comune. Il feudo invece fu incamerato, e venduto nel 1609 ai Salimbene, da cui passò ai Bellone (1665) e nel secolo successivo (1786) ai Martin, che lo tennero fino all'abolizione del feudalesimo nel 1797.
Ancora nel XVIII secolo esisteva un piccolo comune a est di Montù, cioè Sarizzola, che si trova vicino alla frazione Costa Montefedele. Esso (che probabilmente non apparteneva al feudo di Montù) fu aggregato all'attuale capoluogo prima della fine di quel secolo.
Il 9 aprile 1972, durante la campagna elettorale per le elezioni politiche del 1972, Giuseppina Modena interruppe un comizio del deputato missino Franco Servello, colpendolo col bastone da passeggio: per questo la donna venne tratta in arresto insieme ad altre otto persone (tra cui Rinaldo Nalli e Luigi Pastorelli, rispettivamente consiglieri comunali del PSI e del PCI) e processata, ma alla fine venne assolta nel 1976. Dario Fo e Franca Rame dedicarono un monologo teatrale, Mamma Togni, a questo episodio.

### Simboli
Lo stemma è stato concesso con regio decreto del 6 novembre 1884.
Nella prima partizione è raffigurato  il castello di Monteacuto; nella seconda sono ricordati l'attività vitivinicola e la coltivazione dei cereali; la terza riprende il blasone dei Beccaria, d'oro, ai tredici colli di rosso: 3, 4, 3, 2, 1, che rappresentano le tredici vittorie della famiglia o i tredici castelli posseduti nell'agro ticinese.
Il gonfalone, concesso con D.P.R. del 28 marzo 1989, è un drappo troncato di azzurro e di rosso.

## Monumenti e luoghi di interesse
- Castello di Montù Beccaria

L'edificio è posto a 300 m s.l.m., su di un rilievo che domina il borgo, denominato significativamente Castellazzo, in posizione dominante negli ultimi rilievi delle colline della valle Versa.

## Società

### Evoluzione demografica
Abitanti censiti

## Amministrazione

### Comunità montane
Fino al 2009 faceva parte della Comunità montana Oltrepò Pavese.

## Galleria d'immagini

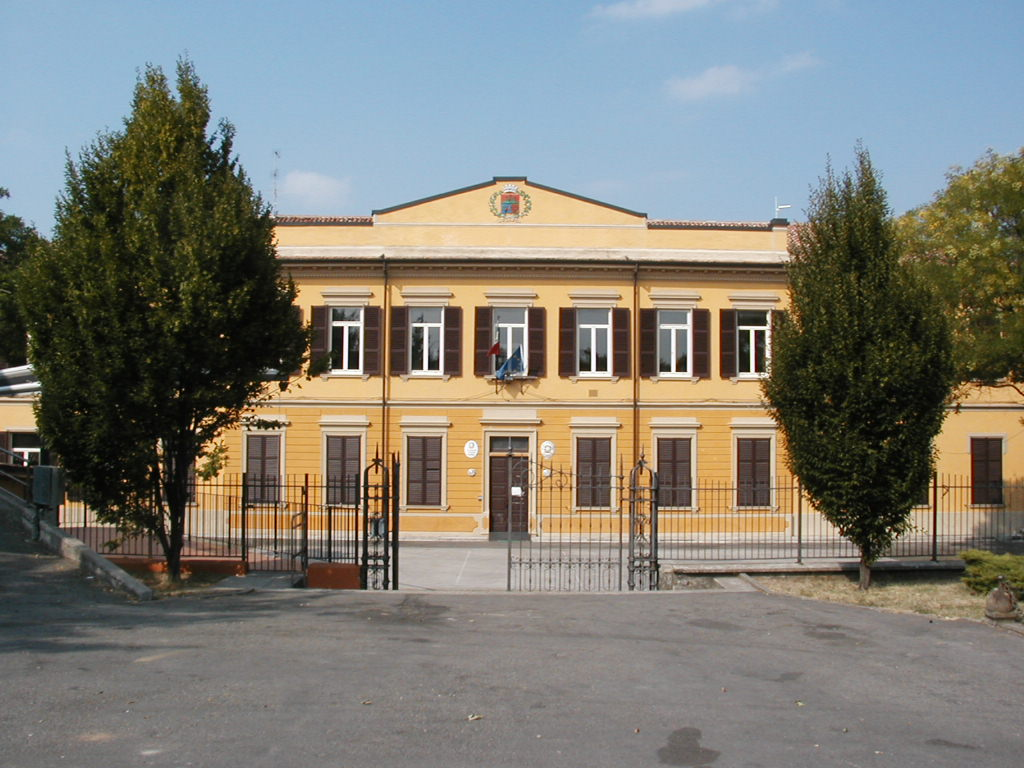
Le scuole
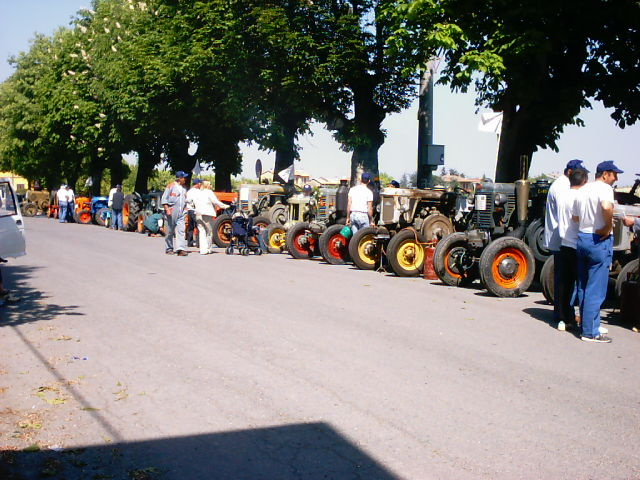
Raduno di trattori d'epoca